# 京都府道671号尉ヶ畑布袋野線
京都府道671号尉ヶ畑布袋野線（きょうとふどう671ごう じょうがはたほたいのせん）は、京都府京丹後市を通る一般府道である。

## 概要
京丹後市久美浜町尉ヶ畑を起点に京丹後市久美浜町布袋野に至る。
京丹後市久美浜町の佐濃地区と川上地区を結ぶ路線。山間部を走り、道幅はほとんどの場所が狭い。

### 路線データ
- 起点：京丹後市久美浜町尉ヶ畑（尉ヶ畑交差点、国道482号交点）
- 終点：京丹後市久美浜町布袋野（布袋野交差点、兵庫県道・京都府道706号町分久美浜線交点）
- 総延長：5.1163 km

## 地理

### 通過する自治体
- 京丹後市

### 交差する道路
| 交差する道路                        | 交差する場所   | 交差する場所        |
| ----------------------------------- | -------------- | ------------------- |
| 国道482号                           | 久美浜町尉ヶ畑 | 尉ヶ畑交差点 / 起点 |
| 兵庫県道・京都府道706号町分久美浜線 | 久美浜町布袋野 | 布袋野交差点 / 終点 |

### 沿線
- 正福寺